# Oslo-Stories: Träume
Oslo-Stories: Träume (Originaltitel: Drømmer, internationaler Titel: Dreams) ist ein norwegischer Spielfilm von Dag Johan Haugerud aus dem Jahr 2024. Der Film bildet zusammen mit Sehnsucht und Liebe eine Trilogie des Regisseurs, die sich mit der Komplexität menschlicher Beziehungen, Sexualität und gesellschaftlichen Normen befasst. Im Mittelpunkt der Handlung steht eine Jugendliche, die sich in ihre Lehrerin verliebt. Ihre dabei entdeckten Aufzeichnungen führen zu Spannungen in der Familie und veranlassen ihre Mutter und Großmutter, eigene Realitäten und Träume zu hinterfragen. Die Hauptrollen übernahmen Ella Øverbye, Selome Emnetu, Ane Dahl Torp und Anne Marit Jacobsen. Das Werk wurde Ende September 2024 in Norwegen uraufgeführt. Die internationale Premiere fand Mitte Februar 2025 im Rahmen der Internationalen Filmfestspiele Berlin (Berlinale) statt. Der Film gewann dort mit dem Goldenen Bären den Hauptpreis des Festivals.

## Handlung
Oslo in der Gegenwart: Die 16-jährige Schülerin Johanne zeigt Talent für den Tanz, möchte aber lieber Soziologie studieren. Als sie sich während eines Ausflugs in die Hütte ihrer Großmutter am Fuß verletzt, fällt ihr ein altes Buch mit dem Titel L’esprit de famille in die Hände. Sie verschlingt den erotischen Jugendroman und sehnt sich daraufhin nach einer Beziehung und ersten sexuellen Erfahrungen.
Kurz darauf macht Johanne die Bekanntschaft mit ihrer neuen Französischlehrerin Johanna. Johanne zählt in dem Fach zu den Klassenbesten, wird von der neuen Lehrerin im Unterricht mit dem Kosenamen „Jeanne“ angesprochen und verliebt sich unglücklich in diese. Selbst Mitschülerinnen beginnen sich bald Sorgen um Johanne zu machen und sie auf ihr verändertes Verhalten anzusprechen.
Nachdem eine persönliche Aussprache in der Schule nicht möglich war, sucht Johanne ihre Lehrerin allein zu Hause auf. Unter dem Vorwand, stricken zu lernen, trifft sie sich fortan mit ihr und schwänzt dafür den Tanzunterricht. Insgesamt gibt Johanne an, ihre Lehrerin neunmal besucht und tatsächlich stricken gelernt zu haben, ehe der Kontakt abrupt abbrach. Johanna habe bei einem der letzten Treffen das Vaterunser aufgesagt, um nicht mit ihrer Schülerin intim zu werden. Bei einem letzten Wiedersehen habe sich die Lehrerin in Anwesenheit der mit ihr befreundeten Studentin Frøydis Johanne gegenüber abweisend verhalten. Johanne habe daraufhin die Wohnung wütend verlassen.
Ein Jahr später verfasst Johanne einen 95-seitigen Text, um die Gefühle und Erfahrungen ihrer ersten Liebe zu bewahren. Ihre Lehrerin unterrichtet nicht mehr an der Schule und die Jugendliche gibt das Werk ihrer Großmutter Karin zu lesen, da sie diese als Dichterin für offener als ihre Mutter Kristin hält. Die intimen Aufzeichnungen bekommt daraufhin auch Johannes Mutter zu lesen. Beide Frauen sind zuerst schockiert über den Inhalt, erkennen aber bald darauf das literarische Potential hinter dem Text.
Als Karins Verlegerin der Veröffentlichung des Texts gegenüber offen ist, wird Johannes Großmutter eifersüchtig, da sie unter einer Schreibblockade leidet und sich selbst nach Zärtlichkeit sehnt. Kristin, die den Text ihrer Tochter als „kleines feministisches Juwel“ verteidigt, trifft sich daraufhin mit der Lehrerin in einem Café. Johanna gibt an, die Gefühle ihrer Schülerin nicht bemerkt zu haben. Auch sei Johanne nicht ihr „Typ“ gewesen und habe sich möglicherweise übergriffig verhalten. Sie zeigt sich mit einer Veröffentlichung einverstanden und heiratet später ihre ältere Lebensgefährtin.
Nach der Buchveröffentlichung, die gute Kritiken erfährt, sucht Johanne auf Anraten ihrer Mutter einen Therapeuten auf. Sie hat zwar mittlerweile einen gleichaltrigen Freund, aber ihre Lehrerin noch immer nicht vergessen können und fühlt sich leer. Als sie bemerkt, dass sie ihren stetigen Begleiter – den USB-Stick mit der Text-Datei ihres Manuskripts – in der Praxis vergessen hat, schickt sie ihren vor dem Haus auf sie wartenden Freund fort, um den Datenträger zu holen. Im Treppenhaus trifft sie überraschend Frøydis wieder. Beide kommen angeregt ins Gespräch und beschließen, gemeinsam Kaffee zu trinken.

## Veröffentlichung

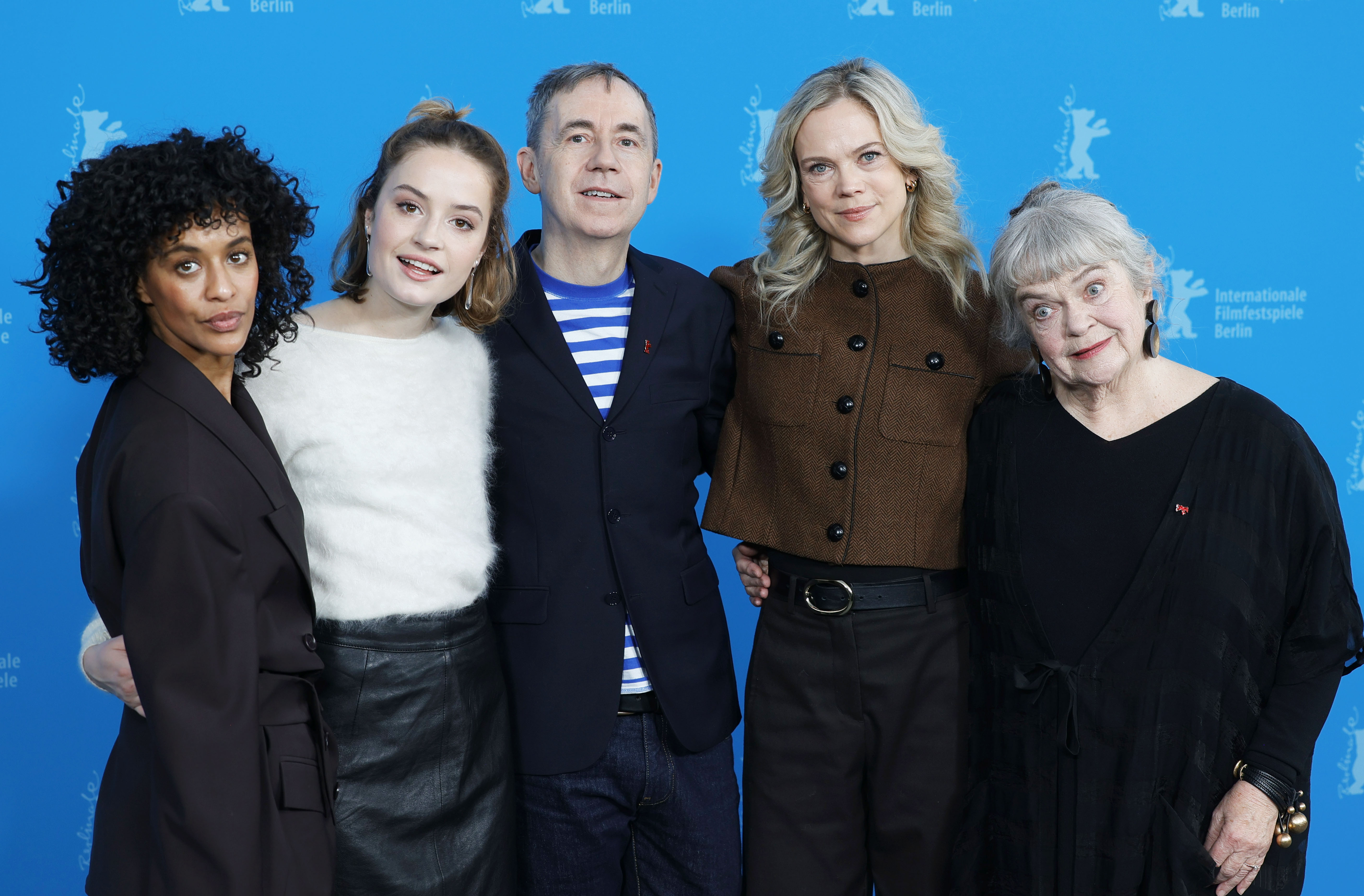
Die Crew bei der Präsentation des Films auf der Berlinale, v. l. n. r.: Selome Emnetu, Ella Øverbye, Dag Johan Haugerud, Ane Dahl Torp und Anne Marit Jacobsen

Die Uraufführung von Oslo-Stories: Träume erfolgte am 23. September 2024 in Oslo. Regulär startete der Film am 4. Oktober 2024 in den norwegischen Kinos.
Außerhalb Norwegens wurde der Film erstmals am 19. Februar 2025 im Rahmen der 75. Berlinale gezeigt. Dort wurde der Beitrag in den Hauptwettbewerb aufgenommen. Da Träume im Ausland chronologisch als dritter Film der Trilogie veröffentlicht wurde, missverstanden ihn viele internationale Medien, unter anderem deutsche, als „dritte[n] Teil“ der Trilogie. Demgegenüber betonte der Regisseur Dag Johan Haugerud, dass Träume der zweite Teil der Trilogie (nach Sehnsucht) sei. Als dritten Teil bezeichnete Haugerud den Film Liebe, der als „conclusion“, also als Abschluss und Fazit, fungiere. In Norwegen ist Liebe der als letztes publizierte Teil der Trilogie. 
Der reguläre Kinostart in Deutschland fand ab 8. Mai 2025 im Verleih von Alamode Film statt.

## Rezeption

### Kritiken
Deutschsprachige Rezensenten äußerten sich nach der internationalen Premiere in Berlin ausnahmslos lobend über Oslo-Stories: Träume: 
Andreas Kilb (Frankfurter Allgemeine Zeitung) hob die „sanfte Unerbittlichkeit“ des Films hervor. Bei Träume handle es sich um „eine hinreißende Skizze über die Macht der Worte über die Bilder“.
Daniel Kothenschulte (Frankfurter Rundschau) lobte Regisseur Haugerud dafür, dass er „zum Ende des Wettbewerbs noch einmal einen Akzent besonderer Originalität“ gesetzt hätte. Das klassische Kinomotiv des literarischen Voiceovers spiele der Filmemacher „nicht unter die Bildebene herunter“, sondern wähle „die Sprache [als] ein gleichgewichtetes Element“.
Arabella Wintermayr (die tageszeitung) lobte Haugerud dafür, dass er „die komplexe Dynamik aus Sehnsucht, Verwirrung, Ängsten und Hoffnungen berührend realistisch“ und feinfühlig darstelle. In den Gesprächen zwischen Tochter, Mutter und Großmutter würden „immer wieder generationelle Unterschiede im Verständnis von Emanzipation, Feminismus und weiblicher Selbstbestimmtheit“ aufblitzen. Träume zeige, „damit letztlich sowohl die Wucht der ersten Liebe, als auch wie sehr Begehren von gesellschaftlichen Erwartungen durchdrungen“ sei.
Die Berliner Zeitung Tagesspiegel pries das Werk als „vielschichtigen“ Coming-of-Age-Film und als „Festival-Höhepunkt“ und merkte an, dass die Diskussion zwischen Anne Marit Jacobsen und Ane Dahl Torp über Flashdance „zu den witzigsten des Wettbewerbs und zu den vielen intensiven Dialogen“ von Träume gehöre. Der Film feiere „letztlich die Kraft des Erzählens“, während er „selbst in einem wunderbar unaufgeregten Ton“ erzähle, „der auch Platz für Humor“ lasse.
Im internationalen Kritikerspiegel des britischen Branchenmagazins Screen International erhielt der Film 2,5 von 4 möglichen Sternen und belegte unter allen gezeigten 21 Wettbewerbsfilmen einen Platz im vorderen Drittel.

### Auszeichnungen

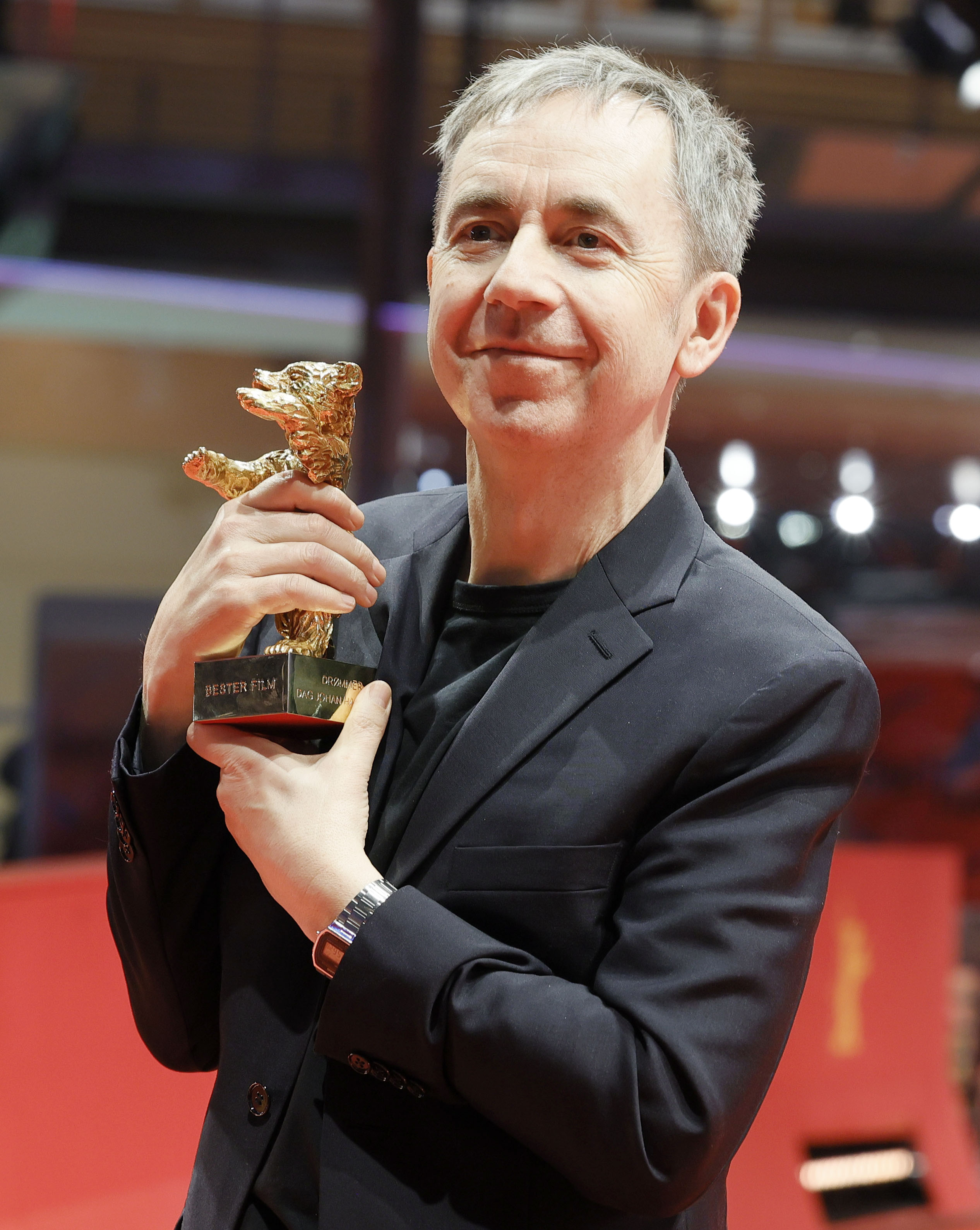
Dag Johan Haugerud mit dem gewonnenen Goldenen Bären

Oslo-Stories: Träume gewann als erste norwegische Produktion überhaupt den Goldenen Bären und damit den Hauptpreis der Berlinale 2025. Im Rahmen des Festivals wurde der Film auch mit dem FIPRESCI-Preis sowie dem Gilde Filmpreis jeweils für den besten Wettbewerbsbeitrag geehrt.
| Festival      | Kategorie                      | Resultat  | Preisträger                      |
| ------------- | ------------------------------ | --------- | -------------------------------- |
| Berlin (2025) | Goldener Bär – Bester Film     | Gewonnen  | Yngve Sæther, Hege Hauff Hvattum |
| Berlin (2025) | FIPRESCI-Preis                 | Gewonnen  | Dag Johan Haugerud               |
| Berlin (2025) | Gilde Filmpreis                | Gewonnen  | Dag Johan Haugerud               |
| Berlin (2025) | Teddy Award – Bester Spielfilm | Nominiert | Dag Johan Haugerud               |